# Џејми Кембел Бауер
Џејмс Меткалф Кембел Бауер (енгл. James Metcalfe Campbell Bower; Лондон, 22. новембар 1988) британски је глумац, певач и манекен. Познат је по улози Питера Баларда у серији Чудније ствари, Ентонија Хоупа у филму Свини Тод: Паклени берберин из улице Флит, Каја у филмској серији Сумрак сага, младог Гелерта Гринделвалда у филму Хари Потер и реликвије Смрти 1 и Фантастичне звери: Гринделвалдови злочини, као и Џејса Вејланда у филму Инструменти смрти: Град костију.
Бауер је такође главни вокалиста, гитариста и оснивач музичке групе Counterfeit.

## Детињство и младост
Бауер је рођен у Лондону. Његова мајка, Ен Елизабет (девојачко Роузбери), музичка је продуценткиња, а отац, Дејвид Бауер, ради за Gibson Guitar Corporation. Његов пра-пра-пра-пра-прадеда по мајци био је сер Џон Кембел од Ердса, потгувернер Сент Винсента и Гренадинија. Похађао је Бидејлс, независну школу у Хемпширу, а бивши је члан Националног омладинског музичког позоришта и Националног омладинског позоришта.

## Приватни живот
У фебруару 2010. потврђено је да Бауер излази са глумицом Бони Рајт коју је упознао на снимању филма Хари Потер и реликвије Смрти 1. У априлу 2011. потврдили су да су верени. Дана 30. јуна 2012. споразумно су раскинули веридбу. Бауер је такође излазио с Лили Колинс, колегиницом из филма Инструменти смрти: Град костију, а у скорије време са Руби Квилтер, тату-уметницом.

## Филмографија

### Филм
| Година | Српски назив                              | Изворни назив | Улога                    | Напомене |
| ------ | ----------------------------------------- | ------------- | ------------------------ | -------- |
| 2007.  | Свини Тод: Паклени берберин из улице Флит |               | Ентони Хоуп              |          |
| 2008.  | Рокенрола                                 |               | рокер                    |          |
| 2008.  |                                           |               | Џек                      |          |
| 2009.  | Сумрак сага: Млад месец                   |               | Кај                      |          |
| 2010.  | Хари Потер и реликвије Смрти 1            |               | млади Гелерт Гринделвалд |          |
| 2010.  | Лондонски булевар                         |               | белац                    |          |
| 2011.  | Анонимус                                  |               | млади Оксфорд            |          |
| 2011.  | Сумрак сага: Праскозорје — 1. део         |               | Кај                      |          |
| 2012.  | Сумрак сага: Праскозорје — 2. део         |               | Кај                      |          |
| 2013.  | Инструменти смрти: Град костију           |               | Џејс Вејланд             |          |
| 2015.  |                                           |               | Скиф (глас)              |          |
| 2018.  | Фантастичне звери: Гринделвалдови злочини |               | млади Гелерт Гринделвалд | [ 7 ]    |
| 2019.  |                                           |               | Жан-Батист               | [ 8 ]    |

### Телевизија
| Година     | Српски назив    | Изворни назив | Улога            | Напомене       |
| ---------- | --------------- | ------------- | ---------------- | -------------- |
| 2009.      | Затвореник      |               | 11—12            | 6 епизода      |
| 2011.      | Камелот         |               | краљ Артур       | 10 епизода     |
| 2016—2020. | Томас и другари |               | Скиф (глас)      |                |
| 2017.      | Вил             |               | Кристофер Марлоу | 10 епизода     |
| 2022.      | Чудније ствари  |               | Питер            | споредна улога |

### Музички спотови
| Година | Назив | Извођач | Улога     |
| ------ | ----- | ------- | --------- |
| 2012.  | „”    | [ 9 ]   | симпатија |